# Quatrième dimanche de l'Avent
Le quatrième dimanche de l'avent, surnommé « dimanche de Rorate », se situe moins d'une semaine avant Noël dans le calendrier liturgique romain.

## Les textes proposés[Par qui ?][réf.souhaitée]les années A
- Première lecture : Livre d'Isaïe, chapitre 7, versets 10 à 16 (voir le Livre d'Isaïe sur Wikisource)
- Psaume : le psaume 23 (24), versets 1 à 6 : À l'Éternel la terre et ce qu'elle renferme (voir le Psaume 24 sur Wikisource)
- Deuxième lecture : Lettre de saint Paul aux Romains, chapitre 1, versets 1 à 7 (voir l'épître aux Romains sur Wikisource)
- Évangile : Évangile selon Matthieu, chapitre 1, versets 18 à 24 (voir l'Évangile selon saint Matthieu sur Wikisource)

## Les textes proposés les années B
- Première lecture : Deuxième livre de Samuel, chapitre 7, versets 1-5, 8b-12, 14-16 (voir le deuxième Livre de Samuel sur Wikisource)
- Psaume : le psaume 88 (89), versets 4-5, 25-30 : J'ai fait alliance avec mon élu(voir le Psaume 89 sur Wikisource)
- Deuxième lecture : Lettre de saint Paul aux Romains, chapitre 16, versets 25 à 27 (voir l'épître aux Romains sur Wikisource)
- Évangile : Évangile selon Luc, chapitre 1, versets 26 à 38 (voir l'Évangile selon saint Luc sur Wikisource)

## Les textes proposés les années C
- Première lecture : Livre de Michée, chapitre 5, versets 1 à 4a (voir le Livre de Michée sur Wikisource)
- Psaume : le psaume 79 (80), versets 2-3, 15-16, 18-19 : Prête l'oreille, berger d'Israël (voir le Psaume 80 sur Wikisource)
- Deuxième lecture : Lettre de saint Paul aux Hébreux, chapitre 10, versets 5 à 10 (voir l'épître aux Hébreux sur Wikisource)
- Évangile : Évangile selon Luc, chapitre 1, versets 39 à 45 (voir l'Évangile selon saint Luc sur Wikisource)